# Mandevilla subpaniculata
Mandevilla subpaniculata är en oleanderväxtart som beskrevs av R. E. Woodson. Mandevilla subpaniculata ingår i släktet Mandevilla och familjen oleanderväxter. Inga underarter finns listade i Catalogue of Life.